# Fischer-Base
Die Fischer-Base (Trivialname, systematisch 1,3,3-Trimethyl-2-methylenindolin) ist eine chemische Verbindung aus der Gruppe der Indoline. Die Darstellung durch Methylierung von 2-Methylindol wurde 1887 durch Emil Fischer beschrieben, der jedoch annahm, dass es sich dabei um ein Trimethyldihydrochinolin handelt. Die korrekte Struktur wurde 1898 unabhängig voneinander von Giuseppe Plancher und Karl Brunner publiziert.
Die Fischer-Base wird als Startmaterial für die Herstellung von Farbstoffen eingesetzt.

## Synthese
Die Synthese der Fischer-Base erfolgt in einer Fischer-Indol-Synthese durch die Kondensation von 3-Methylbutanon 1 und Phenylhydrazin 2 in alkoholischem Zinkchlorid. Das Phenylhydrazon 3 wird unter Abspaltung von Ammoniak zum 2,3,3-Trimethylindolenin 4 cyclisiert. Die Methylierung mit Dimethylsulfat 5 führt zu dem 1,2,3,3-Tetramethyl-3H-indolium-Salz 6, das unter basischen Bedingungen in die Fischer-Base 7 übergeht. Die Methylierung des indolischen Stickstoffatoms wurde in der Originalliteratur mittels Methyliodid durchgeführt.

## Anwendung
Die Fischer-Base ist ein Ausgangsstoff bei der Herstellung verschiedener Methinfarbstoffe, beispielsweise Basic Yellow 28.
Die doppelte Methylsubstitution in der 3-Position des Indolkörpers der Fischer-Base sorgt in den Polymethin-Farbstoffen für Stabilität, da hierdurch die üblicherweise herrschende Nucleophilie dieser Position blockiert ist. Dies ist auch notwendig, um die Regioselektivität bei der Herstellung der Polymethin-Farbstoffe zu gewährleisten, da die Methinketten hier in Form eines elektrophilen synthetischen Äquivalenz wie etwa vinylogen Ameisensäureestern eingebracht werden.